# Yakari

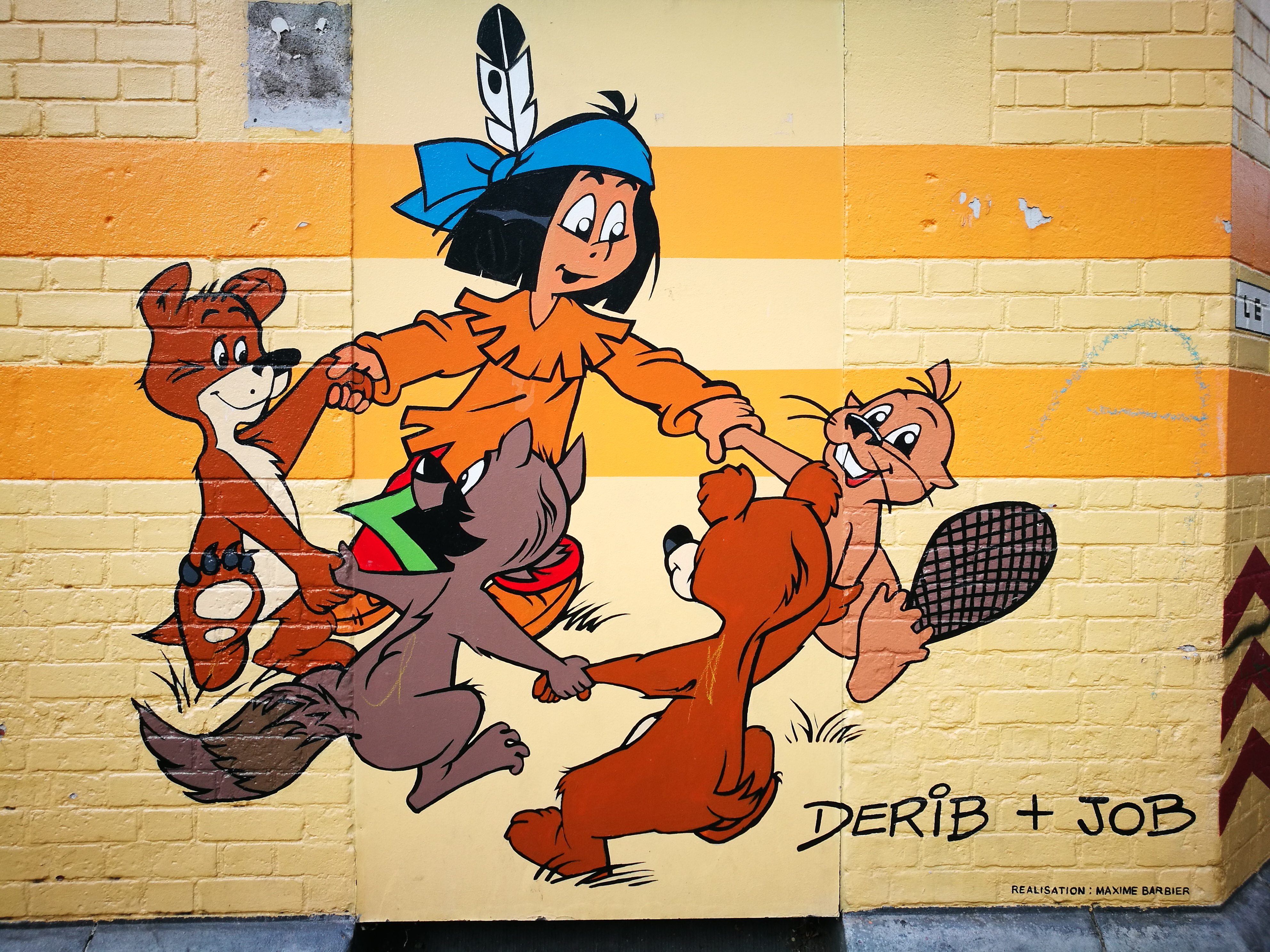
Mural de Yakari danzando con sus amigos animales, parte de La Ruta del Cómic de Bruselas.

Yakari es una historieta franco-belga enfocada a un público infantil, está escrita por André Jobin (firma Job) y dibujada por Derib, ambos suizos. En 2016 Job ha terminado de escribir Yakari. Joris Chamblain trabaja ahora con Derib.
Yakari ha sido adaptado a los dibujos animados en dos ocasiones en 1983 y 2005, lo cual no es extraño, tratándose de una de las historietas del oeste más conocidas en Europa.

## Resumen
Yakari es un joven sioux que tiene la habilidad de hablar y entender a los animales. Su pandilla de amigos se compone de una niña sioux, Rainbow, un niño Buffalo Seed y su poni Little Thunder. También cuenta con un tótem, Great Eagle, que le da valiosos consejos. Sus aventuras se sitúan en las grandes praderas de América del Norte. Los caballos ya han sido introducidos por los españoles, pero no hay mención sobre el hombre blanco por lo que se asume que Yakari vive antes del siglo XVIII.
El guion tiene un mensaje ecologista y nos muestra como los Sioux son gente pacífica que viven en simbiosis con la naturaleza.

## Personajes
Humanos:
- Yakari  el protagonista. Un niño sioux que tiene la habilidad de hablar con los animales, un regalo de su tótem "Gran Águila". A diferencia de los otros jóvenes de la tribu Yakari rechaza el uso de las armas así que nunca le vemos llevar cuchillo ni flechas. Yakari es también el único personaje cuyo nombre no tiene un doble sentido.
- Rainbow (Arco-iris): la mejor amiga de Yakari. Prendada de su habilidad para hablar con animales y aprendiz de curandera.
- The-One Who Knows (El que sabe): jefe y chamán de la tribu y una de las primeras personas en entender el don de Yakari. Es el más viejo y sabio del pueblo.
- Little Big-Shot: amigo de Yakari que, a diferencia de este, sueña con convertirse en un gran cazador y que a pesar de su edad ya es el mejor arquero del pueblo.
- Slow Motion: un sioux muy lento. En la serie de televisión se llama Slow Strider.
- No-Wai-Waiki (Great-Heap-Big-Pile-Plenty-Lazy-Bones): un sioux muy vago que se pasa el día tumbado a la bartola fumando su pipa. En la televisión se llama Eyes-Always-Shut.
- Tranquil Rock (Roca-Tranquila): un sabio sioux.
- Bold Gaze (Mirada-Derecha): el padre de Yakari. Al principio escéptico, al final acepta que su hijo tiene un don con los animales.
- Braid Night: la madre de Yakari, es curandera y maestra de Rainbow.
- Strained Bow (Arc-tendu): un cruel y arrogante guerrero nómada, obsesionado con cazar todo tipo de animales, sobre todo los más raros. Se ha enfrentado a Yakari en muchas ocasiones y le considera su enemigo personal. En televisión se llama Quick Bow.

Animales:
- Little Thunder (Pequeño trueno): un poni blanco y negro que rechaza llevar aparejos así que Yakari lo monta a pelo.
- Double Teeth: un castor artista.
- Tilia: un joven castor muy bromista.
- Wild Rose Plant: madre del anterior.
- Rough Bark: padre de Tilia.
- Thousand Mouths: castor constructor.
- Wood of a Bed: castor dormilón.
- The Grizzly: al principio era un oso lleno de brutalidad que aterrorizaba a los otros animales, pero aprendió humildad y ahora es uno de los mejores amigos de Yakari.
- Snowball: un joven oso albino que ha sufrido por su condición de diferente. Quick Bow ha intentado cazarle pero Yakari le ha salvado.
- los bisontes: son una gran manada de 1000 bisontes de color marrón y el líder de todos los 1000 bisontes es de color negro.
- El Armadillo es un armadillo de 9 Bandas de color Café que solo aparece en el Libro Le Chene Qui Parlait
- Orejas Largas: Es un burro de color gris claro que solo aparece en el libro Yakari et Longues Oreilles y tiene ocho cabras de las Montañas Rocosas que son sus amigas.

Animales Tótem :
- Great Eagle (Gran-Águila): una gran águila calva que le dio a Yakari el don de hablar con los animales, también le da frecuentes consejos, es muy sabia.
- Nanabozo: un conejo con poderes mágicos. Es el tótem de Rainbow y en ocasiones lleva a los protagonistas a viajes educativos (en una ocasión les llevó a la prehistoria).

## Números
Yakari ha sido traducido a 17 idiomas. En España se publicó en lengua española por la Editorial Juventud, hacia 1979, llegando a editarse unos 16 volúmenes. También hubo una edición en catalán que comenzó hacia 1981. En 2009 la editorial Norma volvió a publicarlos en español, esta vez con dos historietas completas por número, llegando a los 19 volúmenes. Paralélamente, lo publicó también en catalán.

### Títulos originales en francés
1. Yakari (Dargaud, 1973)
2. Yakari et le bison blanc (Casterman, 1976)
3. Chez les Castors (Casterman, 1977)
4. Yakari et Nanabozo (Casterman, 1978)
5. Yakari et le grizzly (Casterman, 1979)
6. Le secret de petit tonnerre (Casterman, 1981)
7. L'étranger  (Casterman, 1982)
8. Au pays des loups (Casterman, 1983)
9. Les Prisonniers de l'Ile (Casterman, 1983)
10. Le grand terrier (Casterman, 1984)
11. La toison blanche (Casterman, 1985)
12. Yakari et le coyote  (Casterman, 1986)
13. Yakari et les seigneurs des plaines (Casterman, 1987)
14. Le vol des corbeaux (Casterman, 1988)
15. La rivière de l'oubli (Casterman, 1989)
16. Le premier galop (Casterman, 1990)
17. Le monstre du lac (Casterman, 1991)
18. L'oiseau de neige (Casterman, 1992)
19. la barrière de feu  (Casterman, 1993)
20. Le diable des bois (Casterman, 1994)
21. Le souffleur de nuages (Casterman, 1995)
22. La fureur du ciel (Casterman, 1996)
23. Yakari et les cornes fourchues (Casterman, 1997)
24. Yakari et l'ours fantôme (Casterman, 1998)
25. Le mystère de la falaise (Le Lombard, 1999)
26. La vengeance du carcajou (Le Lombard, 2000)
27. Yakari et longues-oreilles (Le Lombard, 2001)
28. Le chêne qui parlait (Le Lombard, 2002)
29. Le réveil du géant (Le Lombard, 2003)
30. Le marcheur de nuit (Le Lombard, 2004)
31. Yakari et les Appaloosas (Le Lombard, 2005)
32. Les Griffes de l'Ours (Le Lombard, 2006)
33. Le marais de la peur (Le Lombard, 2007)
34. Le retour du lapin magicien (Le Lombard, 2008)
35. L'escapade de l'ourson (Le Lombard, 2009)
36. Le lézard de l'ombre (Le Lombard, 2011)
37. Le mangeur d'étoiles (Le Lombard, 2012)
38. Yakari et la tueuse des mers (Le Lombard, 2014)
39. Le Jour du silence (Le Lombard, 2016)
40. L'Esprit des chevaux (Le Lombard, 2019)

## Series de Televisión
La versión de 1983, hecha en francés para Antenne 2 y Télévision suisse romande (TSR), tuvo 52 episodios.
La versión de 2005, fue una coproducción para France 3 y RTBF. Con una primera temporada de 52 episodios y una segunda de 26. Hay rumores de una película.